# Ford W. Harris
Ford Whitman Harris (* 8. August 1877 in North Deering; † 27. Oktober 1962 in Los Angeles) war ein US-amerikanischer Ingenieur und Patentanwalt. Harris gilt als der erste, der eine Formel zur Ermittlung der klassischen Losformel veröffentlichte, die im deutschsprachigen Raum nach Kurt Andler auch als Andler-Formel bekannt wurde.

## Leben
Ford wurde als zweites Kind von Harriet Whitney Harris neè Fox und dem Buchhalter Fred Harris geboren. Seine ältere Schwester verstarb, bevor sie erwachsen wurde und Ford wuchs mit zwei jüngeren Schwestern und einem Bruder auf.
Nach seiner Jugend in der Region Portland und Abschluss der High School nahm Harris 1896 eine Lehrstelle als Ingenieur und technischer Zeichner der Belknap Motor Company an. 1899 wechselte er als technischer Zeichner zur Maine Electric Company. 1900 zog er nach Pittsburgh, wo er als Ingenieur und Zeichner für Heyl and Patterson arbeitete. Von 1904 bis 1912 arbeitete Harris für Westinghouse Electric and Manufacturing Company.
1912 nahm Harris seine Arbeit als beratender Ingenieur und Patentanwalt in Los Angeles, Kalifornien auf. Harris eignete sich autodidaktisch juristisches Wissen an. Ohne je eine Universität besucht zu haben, wurde er 1914 als Patentanwalt am U.S. Patent Office und 1916 in der kalifornischen Anwaltskammer zugelassen. 1922 folgte noch die Zulassung am Obersten Gerichtshof der Vereinigten Staaten (Supreme Court).
1904 wurde Harris erstes Patent seinem Arbeitgeber, Heyl and Patterson, erteilt: eine Geschwindigkeitssteuerung. Sein letztes Patent wurde ihm 80-jährig für Komponenten eines regenerativen Wärmetauschers erteilt. Die meisten seiner Patente wurden bis 1916 für elektrische Schaltelemente erteilt. Viele der späteren Patente befassten sich mit Aspekten der Ölförderung. Eingestreut in dieses Muster finden sich aber auch Scheibeneggen, Wasserkocher und ein seitlich beladbarer Leichenwagen.

## Familie
Am 4. November 1905 heiratete Harris Eugenia Mellon (1881–1979) in Baden. Das Paar hatte zwei Kinder.

## Mitgliedschaften und Ehrungen
Harris war ein Fellow und lebenslängliches Mitglied des American Institute of Electrical Engineers und Mitglied der American Society of Mechanical Engineers, deren Chapter in Los Angles er mitbegründet hatte. Er war Gründungsmitglied und erster Präsident (1934 bis 1935) der Los Angeles Intellectural Property Law Association. Bis zu seinem Tod war er Mitglied der American Bar Association und der American Patent Law Association.

## Die klassische Losformel
1913 veröffentlichte Harris in der Zeitschrift Factory, The Magazine of Management einen Artikel mit dem Titel How many Parts to make at Once (Wie viele Teile soll man zusammen herstellen?). Mit einer Leserschaft von rund 10000 Abonnenten verbreitete sich der Artikel schnell. Harris hatte hier zum ersten Mal die Verbindung zwischen Lagerkosten und Beschaffungskosten hergestellt, ein Modell, dass für mindestens weitere 40 Jahre das vorherrschende Paradigma der Lagerführung werden sollte. 1915 wurde eine überarbeitete Version des Artikels zu einem Kapitel des sechsbändigen Werks The Library of Factory Management (What Quantity to make at Once), wo allerdings die Erstveröffentlichung nicht genannt wurde.
Trotz der hohen Verbreitung der beiden Veröffentlichungen wurde die Formel zunehmend ohne oder mit falschen Quellenangaben veröffentlicht, so dass zwar die Formel, aber nicht der Autor bekannt wurde. 1918 veröffentlichte E. W. Taft eine erweiterte Formel, in der er endliche Produktionszeiten in die Formel einführte, aber die anscheinend zugrundeliegende Formel von Harris nicht mehr erwähnte. In den 1920ern wurde eine Vielzahl von Variationen der EOQ-Formel veröffentlicht, so dass die American Society of Mechanical Engineers (ASME) Fairfield E. Raymond vom MIT beauftragte, Klarheit in dem Formeldschungel zu schaffen. Raymond fand bis 1928 fünfzehn Variationen der Formel von zwölf Autoren und als er 1931 seinen Abschlussbericht veröffentlichte, nannte er 38 Ableitungen der Formel. Er entdeckte schließlich den Artikel von 1915 und nannte diesen und Harris als Quelle der Formel, die ab diesem Zeitpunkt weitgehend beibehalten wurde.
Der einflussreiche, US-amerikanische Herausgeber von Management- und Organisationsliteratur, Leon Pratt Alford, verlegte in seinen Zeitschriften und Büchern viele Kapitel und Artikel über Lagerorganisation, Losgrößen, Produktionslose und ähnliches, zitierte dabei aber nur eigene Veröffentlichungen und ließ die früheren Veröffentlichungen konkurrierender Verleger unbeachtet. Das mag dazu beigetragen haben, dass Harris in den USA als Erfinder der EOQ-Formel wenig Beachtung fand.
1929 veröffentlicht Kurt Andler in seiner Dissertation eine Formel zu wirtschaftlichen Losgrößen, in der er eine genauere Variante der Losformel herleitet. Andler zitiert in seiner Veröffentlichung die Harris-Formel aus einen Artikel vom 5. Juli 1924 im Heft Nr. 4 der deutschsprachigen Fachzeitschrift Technik und Betrieb: Zeitschrift für Maschinentechnik und Betriebsführung. Der Artikel selbst wird einem Hsr. ohne weitere Angaben zugeordnet, aber keine weiteren Quellen werden angegeben. Andler gibt seine bessere Form der Formel auf und veröffentlicht als Fazit seiner Herleitung die Harris-Formel, da so eine halbe Entnahmemenge als Sicherheitsbestand im Lager verbliebe. So wurde die Harris-Formel im deutschsprachigen Raum als Andler-Formel oder Andlersche Losgrößenformel bekannt, obwohl es sich weder um Andlers Formel, noch um die Erstveröffentlichung im deutschsprachigen Raum handelte.
Harris blieb als ursprünglicher Autor bis zu Erlenkotters Arbeiten 1988 weitgehend unbeachtet.